# Esteban Czarniecki
Esteban Czarniecki (del polaco original Stefan Czarniecki/Esteban Charnietski [stɛfan t͡ʂarɲɛt͡skʲi]) (Czarnca, 1599-Sokolówka, 16 de febrero de 1665) fue un noble y general de la República de las Dos Naciones quien durante su carrera consiguió alzarse desde la baja nobleza hasta altos cargos como los de Hetman de Campo de la Corona. Se le recuerda como uno de los más grandes comandantes polacos de la historia junto a Stanislaw Zolkiewski, Juan III Sobieski, Józef Antoni Poniatowski y Józef Piłsudski, célebre por la utilización de tácticas guerrilleras. 
Convertido en héroe nacional, su nombre es mencionado en el himno nacional de Polonia.

## Biografía

### Primeros años
Esteban Czarniecki nació en 1599 en Czarnca, en el Palatinado de Sandomierz, al sur de Polonia en el seno de una familia de la szlachta venida a menos.

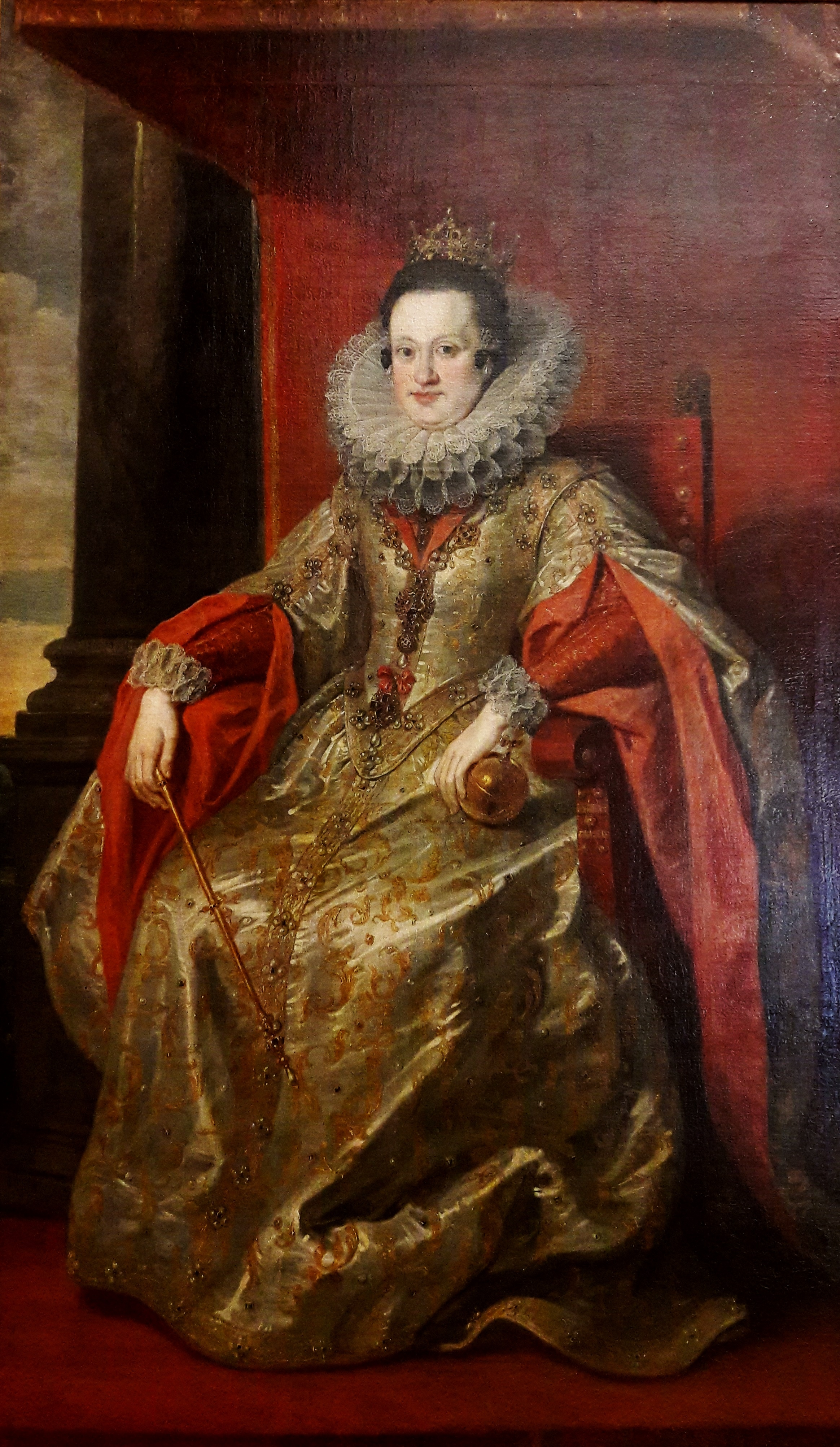
Constanza de Austria

Su padre, Krzysztof Czarniecki fue un soldado que participó en varias guerras a finales del siglo XVI y principios del siglo XVII y finalmente se convirtió en un cortesano de la reina Constanza de Austria. La influencia de la reina sería decisiva para impulsar la carrera de Esteban Czarniecki, ya que en principio tenía muy difícil su porvenir al ser el sexto de nueve hermanos.
Esta problemática marcó los primeros años de su vida. Esteban no pudo permitirse el asistir a una universidad extranjera, como era común entre la joven nobleza polaca. Estudió en el colegio de los jesuitas de Cracovia y tras terminar los estudios pasó a servir en el séquito militar del príncipe  Juan Casimiro Vasa.
Por la pobreza de sus recursos se vio impedido de servir en los húsares alados polacos, que eran las tropas de élite de la República de las Dos Naciones, por lo que tuvo que servir en la unidad de caballería ligera conocida como Lisowczycy, que usaba tácticas de guerra irregular. En la primavera de 1621 ya era oficial de la unidad y participó en la batalla de Chocim (1621) en la que las tropas polacas derrotaron a un ejército invasor del Imperio Otomano.  

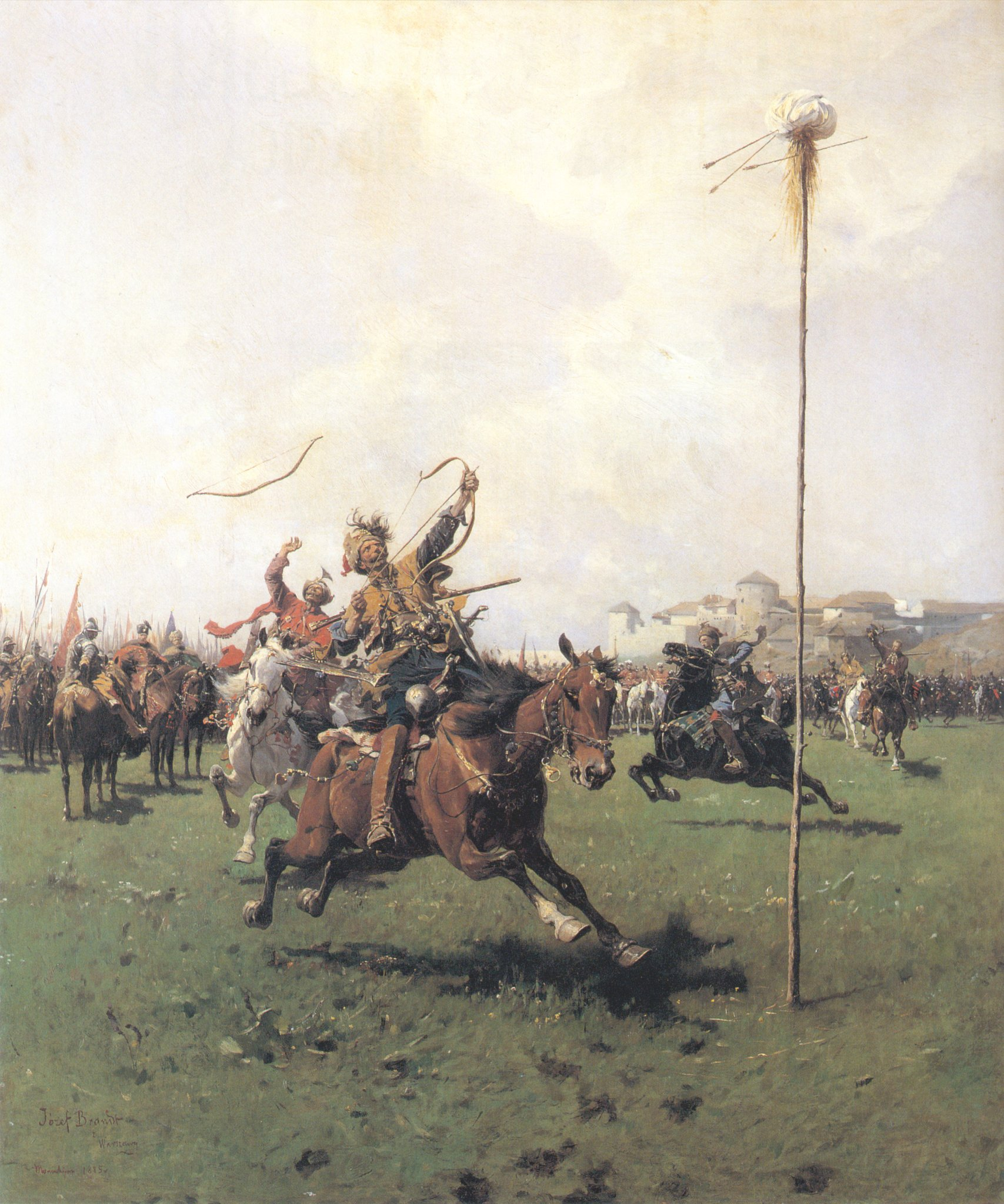
Caballería ligera Lisowczycy. Obra de Józef Brandt.

En 1623 marchó junto a su hermano Pawel Czarniecki, quien había sido designado oficial de la caballería ligera cosaca. Sirvió junto a su hermano en las campañas contra los tártaros de 1624 bajo el mando del hetman Stanisław Koniecpolski participando en la batalla de Martynow. En 1625 participó en la represión de la rebelión de los cosacos liderada por Marek Zhmaylo.
Sin embargo, los tártaros no fueron los únicos enemigos contra los que luchó Esteban Czarniecki en su juventud. Entre 1626 y 1629 se enfrentó por primera vez a los soldados suecos en las campañas que Gustavo II Adolfo de Suecia dirigió en suelo polaco. 

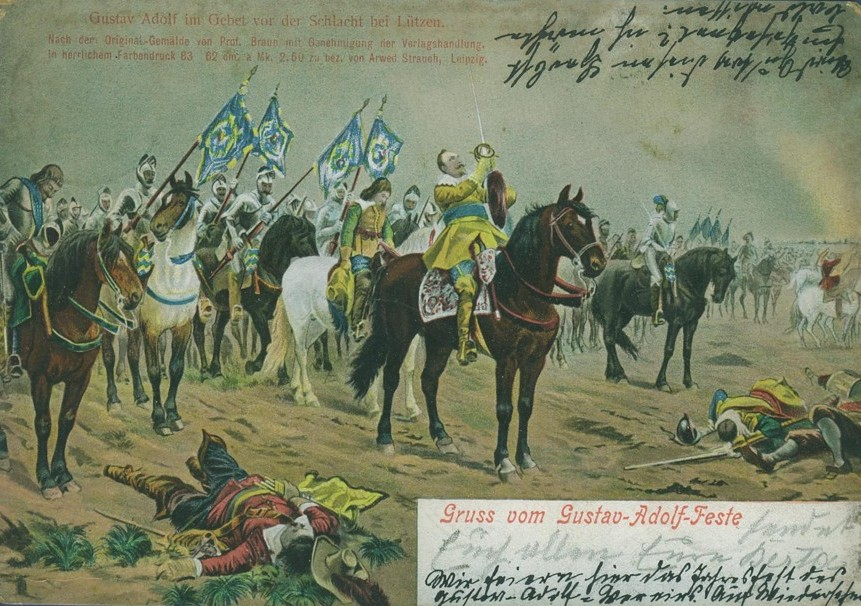
Gustavo II Adolfo de Suecia.

Esteban Czarniecki se distinguió en esta guerra y fue ascendido en 1627 a “chorągiew” (Abanderado) participando entre el 6 y 7 de agosto de 1627en la batalla de Tczew.
Al terminar la Guerra Polaco-Sueca,  en 1630, Esteban Czarniecki se unió a las tropas polacas que se unieron al Sacro Imperio Romano Germánico para luchar contra los suecos en la Guerra de los Treinta Años. Esta fuerza estaba formada por 600 húsares alados y 6.000 jinetes ligeros y Esteban Czarniecki era uno de los coroneles de la tropa. Al frente de estas tropas participó en la batalla de Breitenfeld (7 de septiembre de 1631).
Su aventura en Alemania duró poco ya que en 1633 volvió a su patria para luchar al servicio de Vladislao IV Vasa en la Guerra de Smolensk. En diciembre de 1633 tuvo lugar su primera acción realizando una razzia tras las líneas enemigas, sembrando el terror y reduciendo a cenizas la ciudad de Kozelsk. Tras esta acción fue ascendido a “porucznik” (teniente)  de la caballería ligera y recibió tierras en el Voivodato de Smolensk, cerca de la ciudad de Starodub.

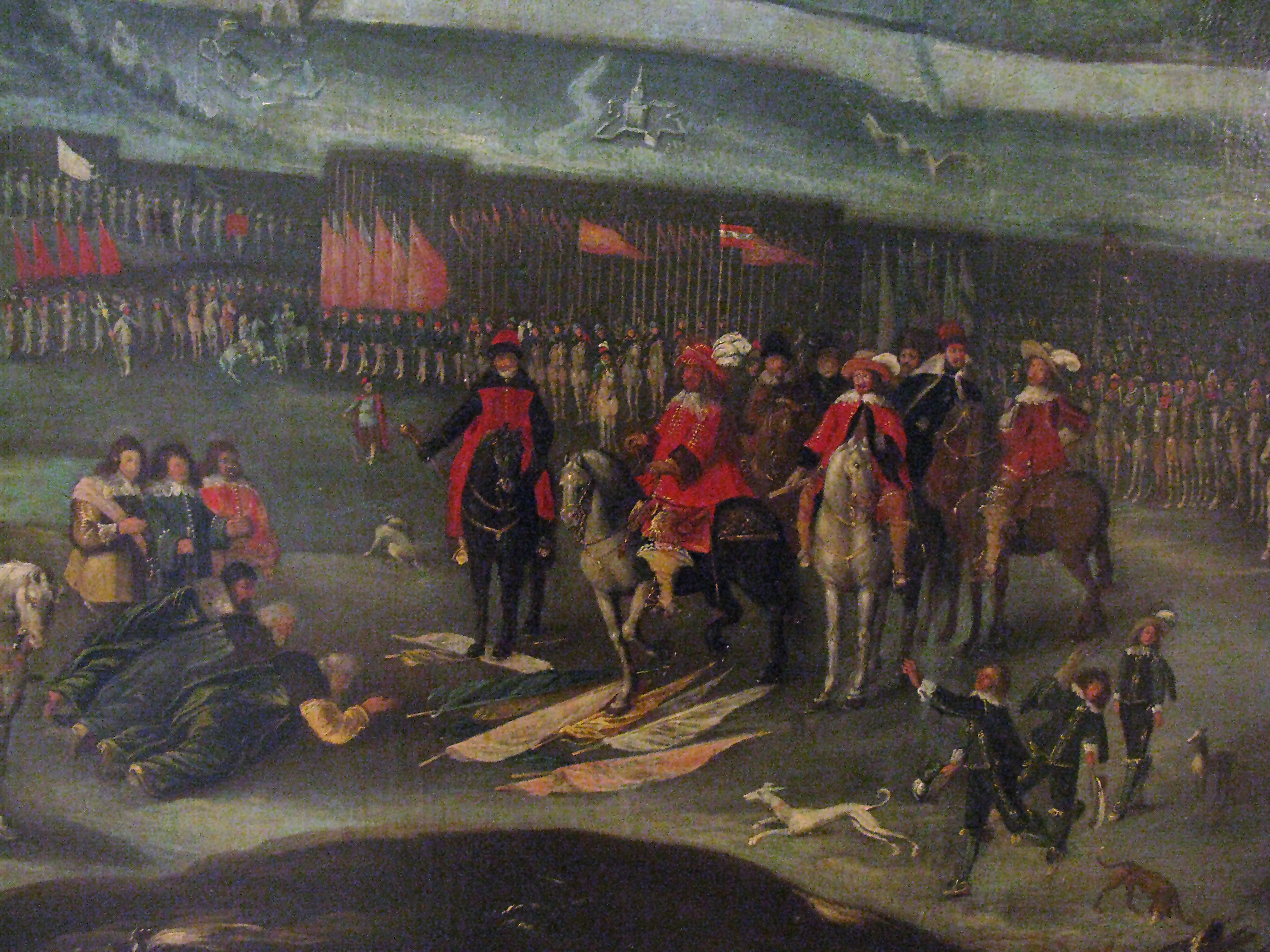
Capitulación de la guarnición rusa de Smolensk.

Tras la guerra de Smolensk fue trasladado a los húsares alados, en el séquito de Stanislaw Lubomirski. 
En 1637 contrae matrimonio con Zofia Kobierzycka pero su vida en familia fue corta, al tener que dejar a su esposa para luchar contra un levantamiento de los cosacos. Participó en la batalla de Kumejki, donde encabezó una carga de caballería decisiva para la consecución de la victoria.
Tras la batalla fue uno de los delegados militares ante el Sejm.
Durante los siguientes años sirvió en la frontera suroriental, asentando a su familia en la ciudad de Illnce.

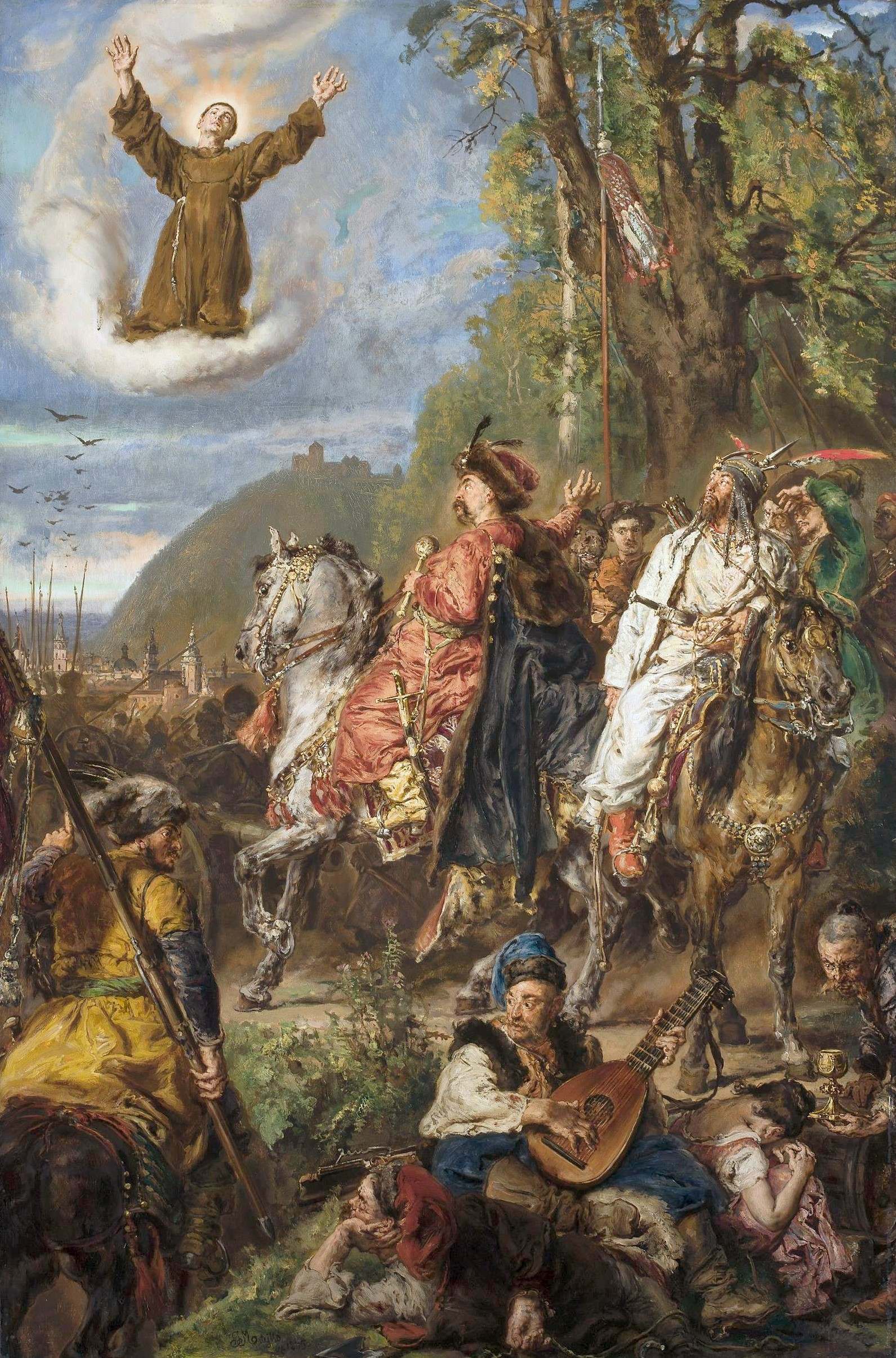
Bohdán Jmelnytsky y Tugay Bey cerca de Leópolis. Obra de Jan Matejko.

En 1644 tomó parte en la batalla de Ochmatów, donde las tropas polacas aplastaron a los tártaros de Tugay Bey. En esta batalla de nuevo encabezó una carga que fue decisiva para la consecución de la victoria.
La situación en Ucrania no se estabilizó y poco después dio comienzo la Rebelión de Jmelnytsky.

### La Rebelión de Jmelnytsky
El 16 de mayo de 1648 fue uno de los soldados polacos tomados prisioneros por los cosacos en la batalla de las Aguas Amarillas pero no tardó mucho en ser rescatado. Tras su liberación participó en la defensa de la fortaleza Kodak que tuvo que ser rendida a los cosacos el 26 de septiembre, permaneciendo cautivo entre los cosacos hasta el otoño de 1649 cuando fue liberado en virtud del Tratado de Zborov.
Tras su liberación fue uno de los líderes polacos en las  batallas de Berestechko (28-30 de junio de 1651) y de  Bila Tserkva (24-25 de septiembre de 1651)  por la que los cosacos se vieron obligados a negociar.
Por estos méritos fue elegido diputado militar para el Sejm en enero de 1652. Tras regresar el Sejm, participó en la batalla de Batoh que terminó con la derrota. A punto estuvo esta derrota de costarle la vida ya que los cosacos ejecutaron a 8.000 prisioneros, entre los que se encontraba el hermano de  Juan Sobieski, Marek, pero Esteban se salvó al esconderse en un pajar. Tras esta masacre, ganaría fama de crueldad al decidir matar a los prisioneros y quemar las ciudades y villas que cooperasen con los enemigos del reino.
Por sus méritos en la lucha contra los cosacos rebeldes, Esteban Czarniecki, recibió territorios del rey,  Juan II Casimiro Vasa. En 1653 dirigió una expedición de castigo contra territorio ucraniano saqueando gran parte de las tierras controladas por los cosacos. Durante esta expedición, Esteban Czarniecki, fue herido en la ciudad de Monastyryska, pese a lo cual continuó con la campaña de represión. Al año siguiente participó en la batalla de Ojmátiv (29 de enero- 1 de febrero de 1655).
En mayo de 1655 fue llamado por Juan II Casimiro a Varsovia para escuchar su opinión en el consejo de guerra que se celebraba para dilucidar la estrategia a seguir en la nueva guerra que se avecinaba contra Suecia. Como recompensa a sus méritos se le concedió el título de Castellano de Kiev por lo que entraba a formar parte en el Senado polaco.

### El Diluvio
Carlos X Gustavo de Suecia inició la invasión de la República de las Dos Naciones en 1655 y rápidamente Czarniecki se distinguió en la defensa de Cracovia, aunque finalmente tuvo que capitular en buenos términos, permitiéndose la retirada de su ejército.

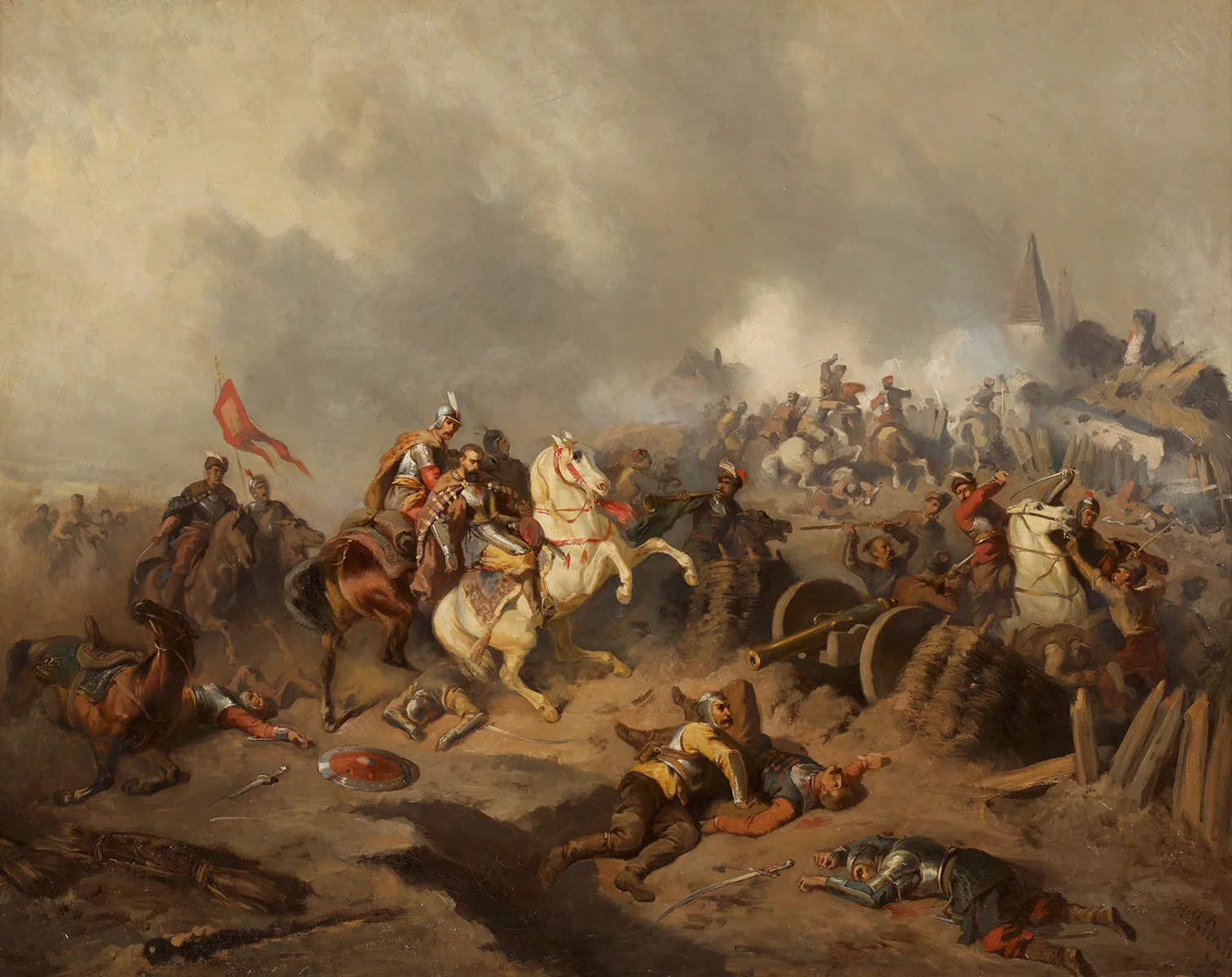
Esteban Czarniecki cae herido en Monasterzyska. Obra de Henryk Pillati.

Se mantuvo siempre fiel a Juan II Casimiro a pesar de que gran parte del Senado y la nobleza polaca se unió temporalmente a Carlos X cuando el rey polaco se refugió en el Sacro Imperio Romano Germánico. Su apoyo fue fundamental para que el rey desistiera de abdicar, lo que hubiese dejado el país en manos de los suecos. Por estos méritos recibió de parte del rey más tierras.
En noviembre de 1655 Juan II Casimiro hizo un llamamiento a los polacos para levantarse contra los invasores y en enero del año siguiente ya se encontraba, el rey, en territorio polaco luchando a la cabeza de la Confederación de Tyszowce, que agrupaba a sus partidarios. En abril tuvo lugar en la ciudad de Leópolis un acto simbólico en el que se nombrara reina de Polonia a la Virgen María, todo ello con la intención de dejar claro la posición de Juan Casimiro de defender el catolicismo en contra de los herejes suecos.
Esteban Czarniecki se distinguió como el principal líder militar polaco durante la guerra. Sus métodos de combate,  basados en la lucha de guerrillas, resultaron muy eficaces contra las fuerzas suecas, subsanando su menor potencia de fuego.

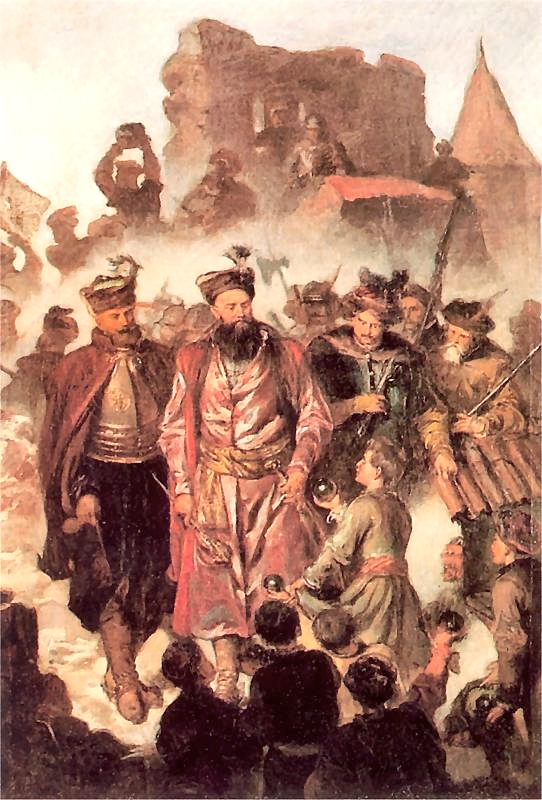
Esteban Czarniecki en la defensa de Cracovia. Obra de Walery Eljasz-Radzikowski.

A pesar de estos éxitos fue derrotado en la Batalla de Gołąb donde con una fuerza de 2.400 hombres se enfrentó a un ejército sueco de 11.000 soldados. El rey sueco, Carlos X Gustavo se dirigió entonces a Leópolis a la que sometió a un gran asedio pero tuvo que retirarse ante la incapacidad de tomar la moderna fortaleza. Mientras que el ejército sueco se encontraba en Leópolis, un ejército lituano había maniobrado situándose al este del río San. Mientras Esteban Czarniecki había logrado reconstruir su ejército y marchó hacia el sur, colocando al rey sueco en una difícil tesitura, con su ejército entre los  ríos Vístula y San y con dos ejércitos cortando sus caminos. El ejército sueco fue finalmente salvado de la aniquilación por la llegada del Margrave Federico VI de Baden-Durlach con unas fuerzas de 4.500 jinetes y dragones.

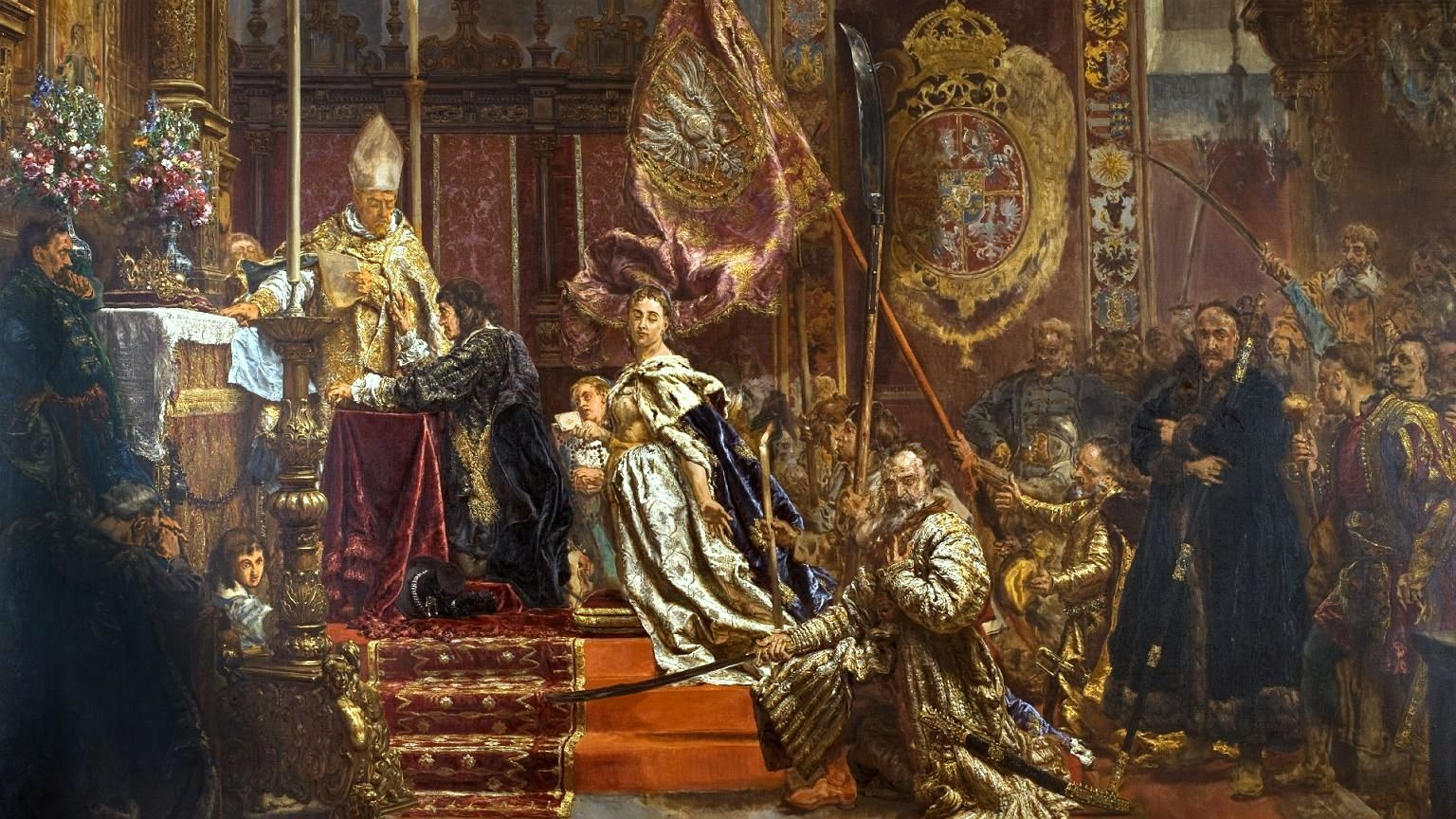
Ceremonia de coronación de la Virgen María en Leópolis. Esteban Czarniecki aparece tras el rey con la espada desenvainada. Obra de Jan Matejko.

El ejército sueco pudo continuar avanzando, pero finalmente tendría que afrontar la batalla de Warka (7 de abril de 1656) contra las fuerzas de Esteban Czarniecki y de Jerzy Sebastian Lubomirski: en esta batalla los polacos dividieron sus fuerzas en una vanguardia y una fuerza principal, que se dividía en varios grupos más pequeños para atraer y rodear al enemigo. Con esta estrategia las fuerzas suecas sufrieron muchas bajas, y Carlos X solo pudo retirarse tras abandonar cañones y bagajes.
A pesar de la victoria, el ejército sueco era una potente maquinaria diseñada para la guerra y consiguió derrotarlo en la batalla de Klecko (7 de mayo de 1656). Esteban Czarniecki demostró en estas ocasiones sus virtudes como general consiguiendo limitar las derrotas con retiradas realizadas con orden.

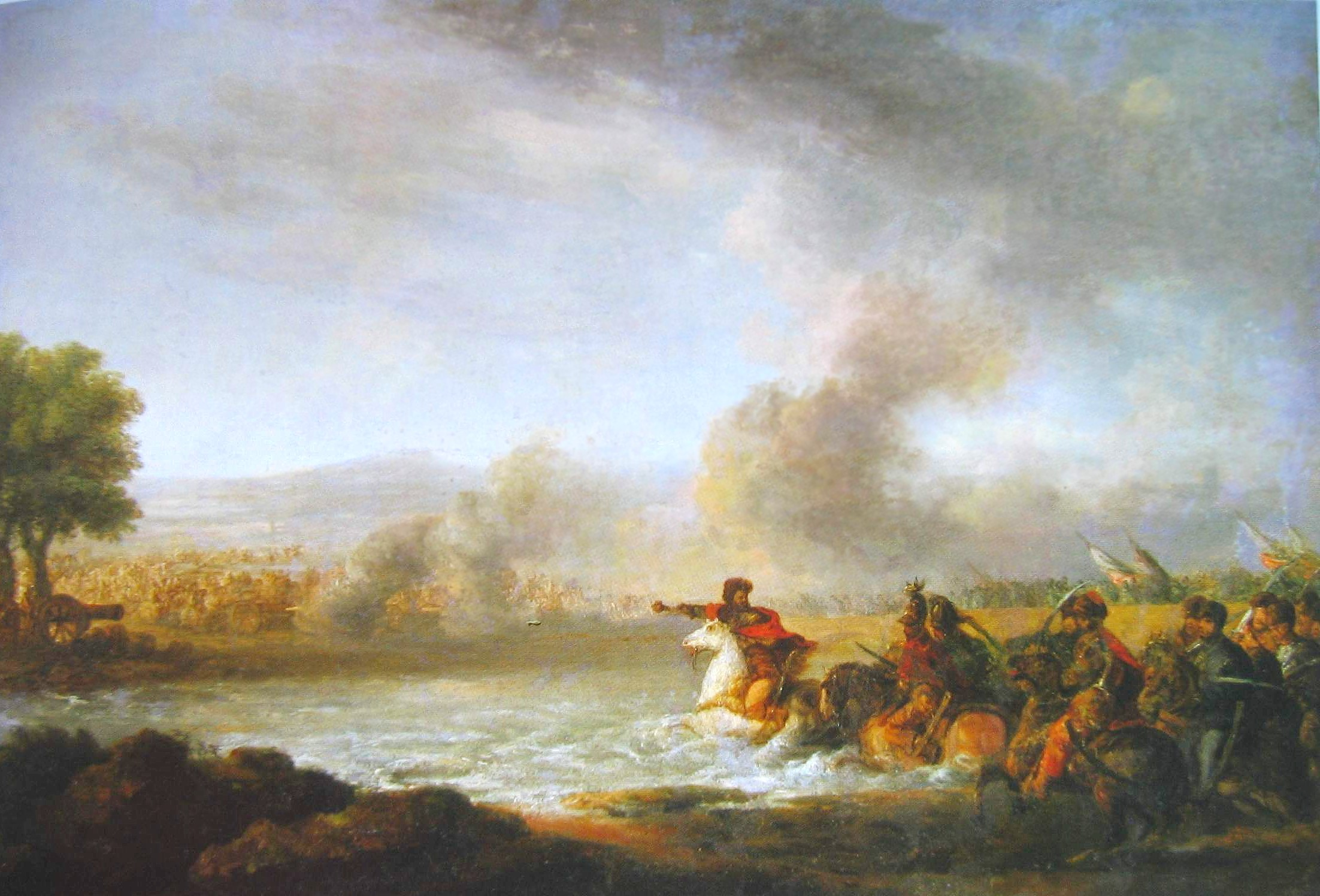
Batalla de Warka. Obra de Marcello Bacciarelli.

Su siguiente actuación fue la de dirigir el levantamiento en la Gran Polonia, llevada a cabo por los campesinos que no dejaban de hostigar al ejército sueco. 
En julio de 1656, Juan II Casimiro, llegó a Varsovia con un ejército de 40.000 hombres. Cruzó el Vístula y marchó con la intención de atacar al campamento sueco que se encontraba al norte del río. Esteban Czarniecki no deseaba que se diese esta batalla pero ante la autoridad del rey solo pudo obedecer e intentar cumplir su función en la  batalla de Varsovia (28-30 de junio de 1656) que consistía en distraer con 2.000 jinetes a las fuerzas suecas que se encontraban en la orilla izquierda del Vístula para que no pudieran socorrer a sus compañeros.

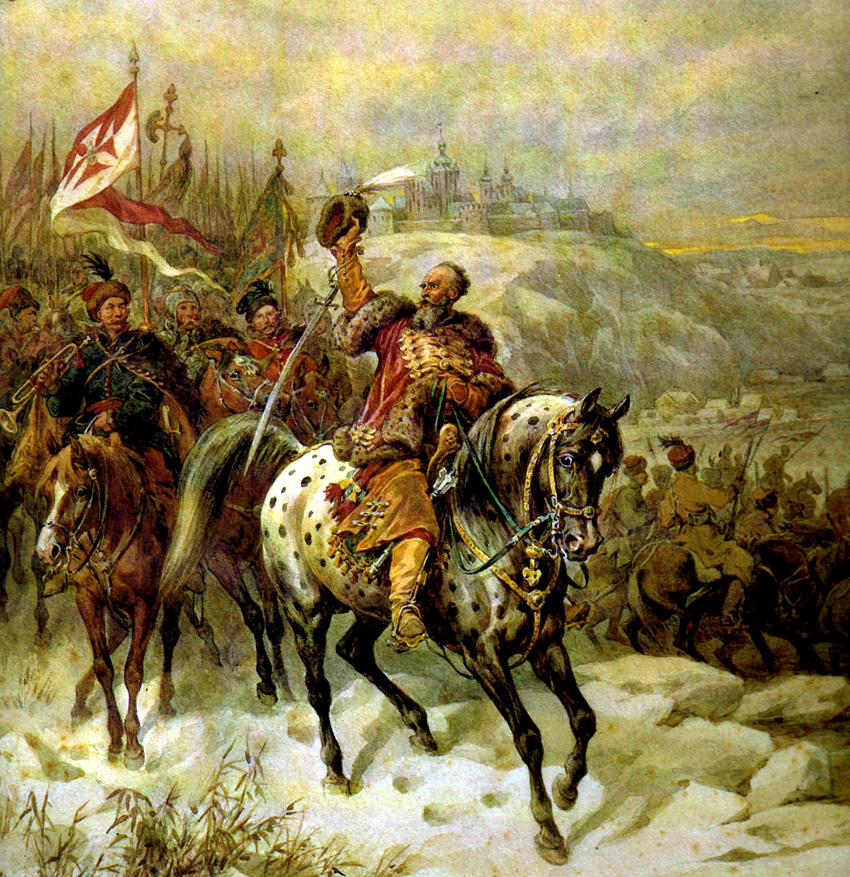
Esteban Czarniecki en Plock. Obra de Juliusz Kossak.

A pesar de que la batalla había sido planeada por los polacos, los suecos rápidamente se hicieron con la iniciativa empujando en los días siguientes a las fuerzas polacas hacía el río. 
A pesar de sus servicios militares a la corona era visto como un pobre advenedizo por la más rancia nobleza por lo que le fue vetado el cargo de Gran Hetman de la Corona que fue concedido a Jerzy Sebastian Lubomirski. Para que sus servicios no quedasen sin premio, Juan II Casimiro le nombró Voivoda de Rutenia y “Comandante General y Vicecomandante de las Fuerzas Reales” que era un cargo no oficial.
En enero de 1657 Jorge Rákóczi II se unió a las fuerzas suecas e invadió Polonia con 25.000 hombres. Tras unir fuerzas con Carlos X intentaron atraer a Esteban Czarniecki y a Jerzy Sebastian Lubomirski a una batalla decisiva pero los hetman evadieron la confrontación hasta que las fuerzas aliadas se separaron con la marcha de Carlos X a Brest-Litovsk en mayo mientras Rákóczi marchaba a Varsovia.

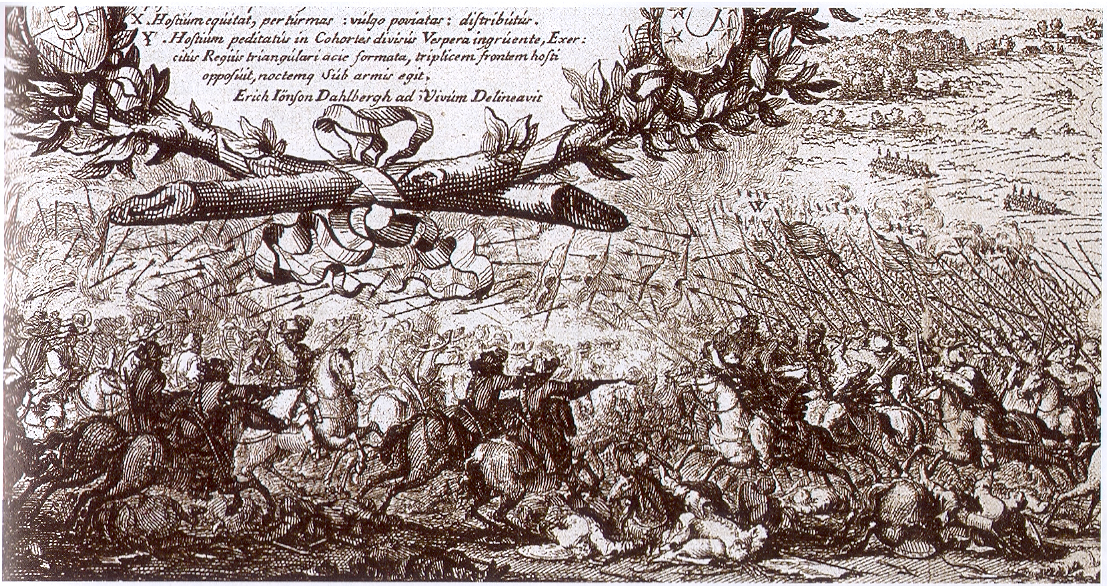
Batalla de Varsovia.

Aprovechando la dispersión de las tropas sueco-transilvanas derrotó a las fuerzas de Rákóczi en la batalla de Magierów (11 de julio de 1657). 
Poco antes, en junio de 1657, Federico III de Dinamarca había dado comienzo a la Guerra sueco-danesa firmando una alianza con la República de las Dos Naciones. Las fuerzas danesas marcharon hacía Bremen y en julio, el ejército danés se encontraba en Jämtland y Västergötland por lo que Carlos X Gustavo marchó con 12.750 hombres cruzando Pomerania y Mecklemburgo con el fin de atacar Holstein y Jutlandia mientras que Carl Gustaf Wrangel, con una pequeña fuerza, expulsaba de Bremen a los daneses. Mientras, en Polonia solo quedarían 8.600 hombres con otros 4.000 soldados dispersos en guarniciones.
Esteban se trasladó a Dinamarca y conquistó para los daneses la isla de Als tras lo que luchó junto a los aliados daneses en la batalla de Kolding.

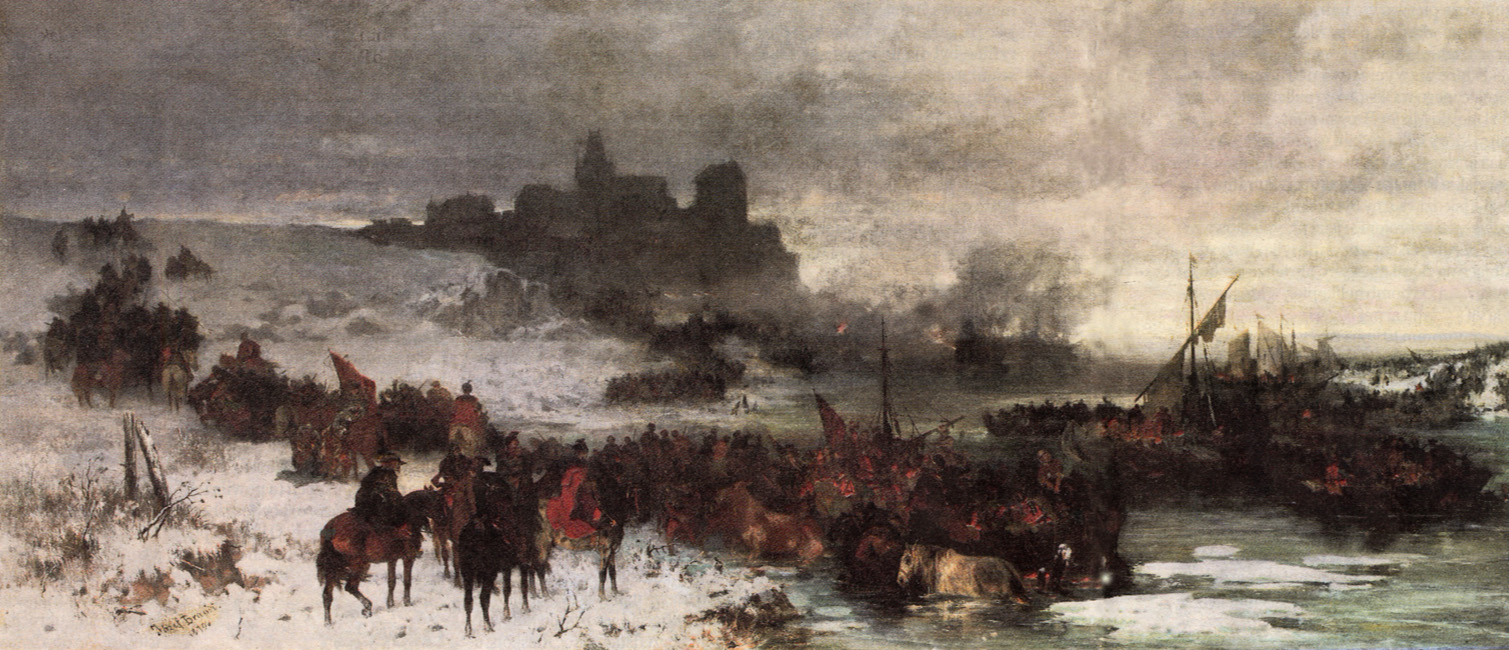
Esteban Czarniecki en la batalla de Kolding. Obra de Jósef Brandt.

### Últimos años
Tras la firma del Tratado de Oliva, Esteban Czarniecki fue trasladado de nuevo a la frontera oriental donde se recrudeció la  Guerra Ruso-Polaca.
En el año 1660 invadió Bielorrusia y derrotó a Ivan Andreyevich Khovansky en la batalla de Polonka (29 de junio). Ese mismo año consiguió nuevas victorias en Basia (24 de septiembre-10 de octubre) y  Kuszliki (4 de noviembre). 
Poco después el soberano polaco, Juan II Casimiro Vasa, quien tenía planes para hacer hereditaria la sucesión a la corona polaca eludiendo las elecciones reales buscó para llevar a cabo sus objetivos el apoyo de Esteban Czarniecki, ya que contaba con una gran reputación entre el ejército,  pero estos planes fueron vistos como un escándalo por la nobleza polaca, celosa de sus derechos. Su reputación entre los militares se vio afectada e incluso se le acusó de apropiación indebida de un rescate pagado por los rusos. Durante el Sejm de 1662 algunos diputados militares pidieron castigos contra él.

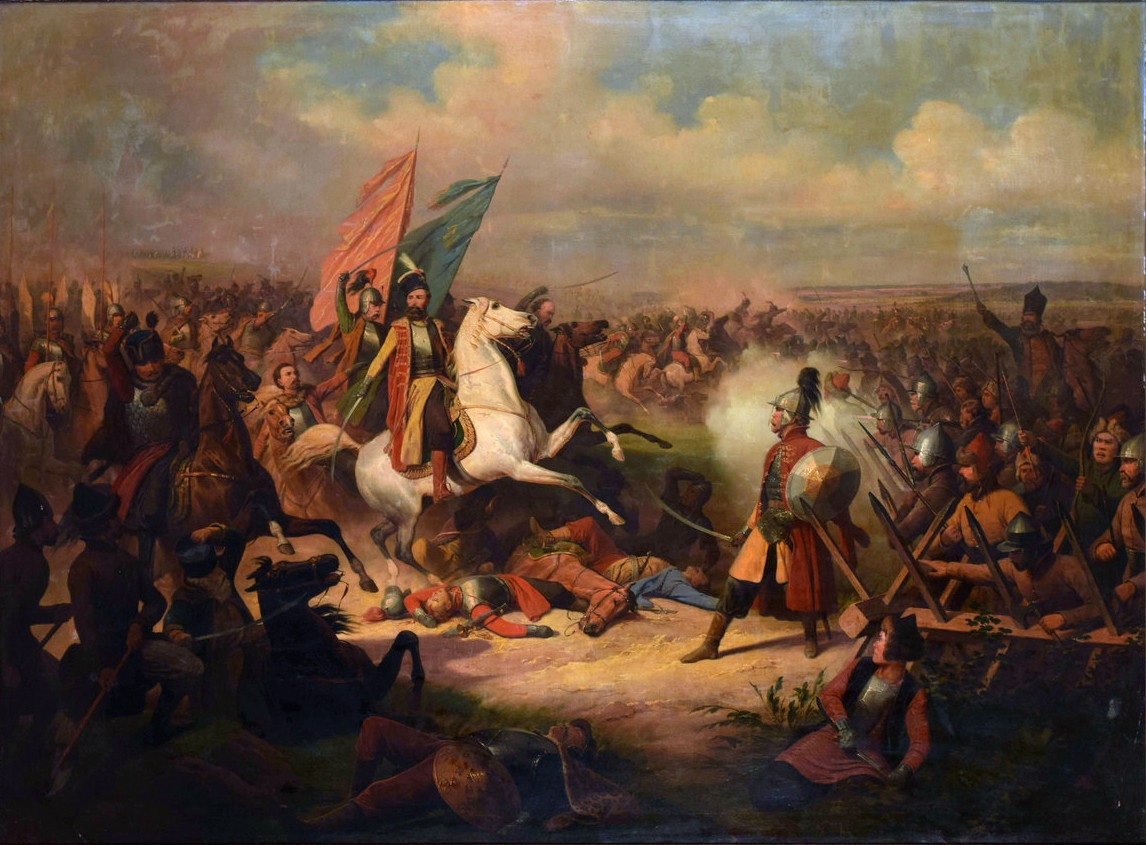
Esteban Czarniecki en la Guerra Ruso-Polaca. Obra de January Suchodolski.

En 1663, Juan II Casimiro encomendó a Esteban Czarniecki y a Juan Sobieski la reocupación de gran parte de Ucrania y Lituania, logrando recuperar la ciudad de Vilna, sin embargo la coalición cosaco-moscovita pudo mantener el control al este del río Dnieper.
Su última campaña se llevó a cabo en 1664 cuando asedio la ciudad de Hlukhiv sin éxito, al tener lugar una nueva sublevación de los cosacos. En esta campaña, en la ciudad de Subotiv, ordenó la profanación de los restos de Bohdán Jmelnytsky, quien se encontraba enterrado en la iglesia de San Elías, y esparcir sus restos por el viento. 
El 22 de julio de 1664 recibió el cargo de Voivoda de Kiev y el 2 de enero de 1665 era nombrado Hetman de Campo de la Corona. Antes de recibir la noticia de su nombramiento fue herido en el asedio de la ciudad cosaca de Stavysche cuya población fue masacrada por orden suya.

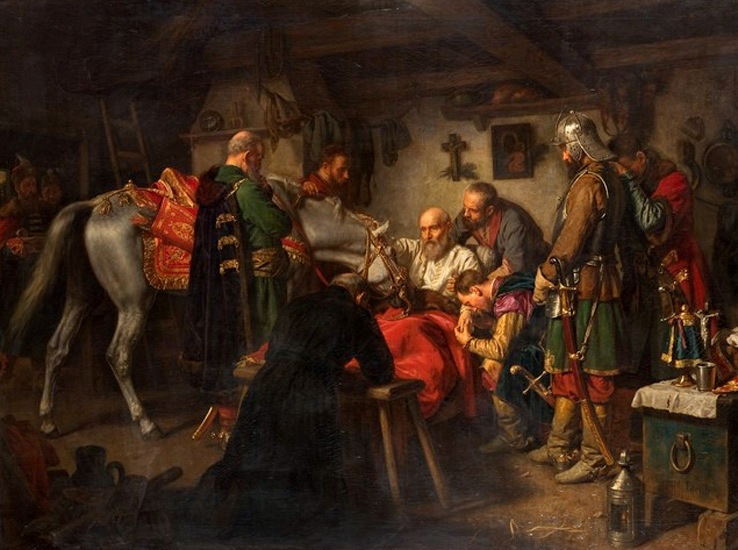
La muerte de Esteban Czarniecki. Obra de Leopold Löffler.

Llamado a Varsovia por el rey, quien temía una sublevación de Jerzy Sebastian Lubomirski, sufrió una infección en la herida muriendo el 16 de enero de 1665 en Sokolówka, cerca de Leópolis.
Esteban Czarniecki recibió un funeral de estado en Varsovia.

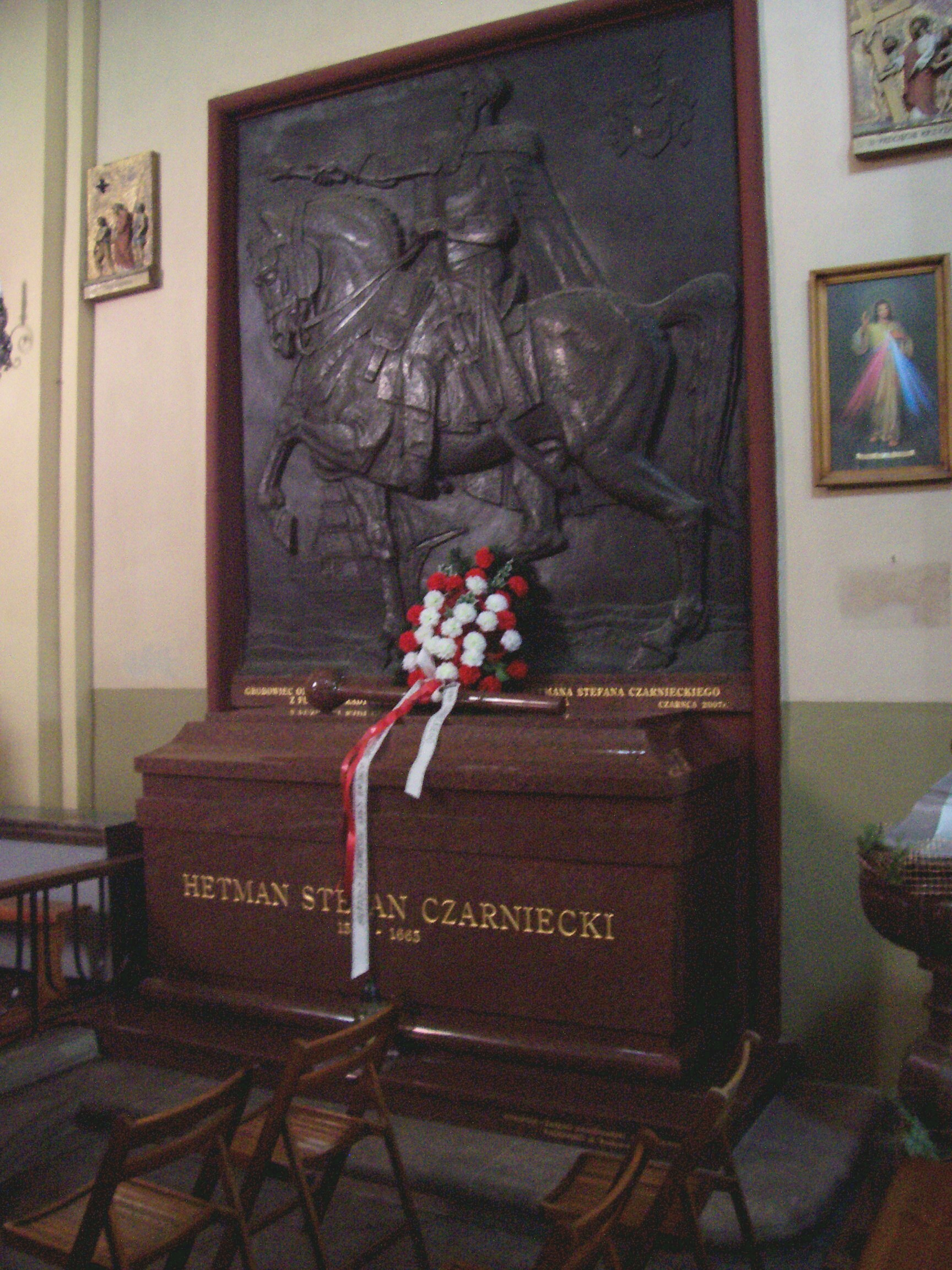
Sepulcro de Esteban Czarniecki.

## El"Arte de la Guerra"de Esteban Czarniecki
Esteban Czarniecki es recordado como uno de los comandantes polacos más capaces de todos los tiempos.  
Destacó por su uso de la guerra de guerrillas aunque llegó a participar durante su vida en más de 27 batallas campales, estando al mando de 17 de ellas. Los métodos de combate que utilizó se basaron en gran parte en su experiencia como jinete Lisowczycy, aunque llegó a conocer en su experiencia en Alemania y en sus guerras contra los suecos otros métodos de combate que fueron usados por él cuando lo consideraba oportuno.
Suya fue la idea de separar el ejército en una pequeña vanguardia, que atraía a las fuerzas enemigas generalmente superiores, mientras el grueso del ejército les rodeaba.  El mayor ejemplo de este tipo de estrategias se dio en la batalla de Warka y sería luego copiada por Juan Sobieski en la batalla de Leópolis. 
Evitaba, cuando luchaba contra enemigos poderosos, los ataques frontales ya que sabía que, ante la mayor potencia de fuego de la infantería, la caballería polaca sufriría muchas bajas buscando la emboscada y el engaño. Sin embargo, cuando luchó contra tártaros y cosacos utilizó la carga frontal al ser superior la caballería pesada polaca a la de sus adversarios. Su modo de pelear fue descrito en la novela de Henryk Sienkiewicz El diluvio, segunda entrega de la Trilogía Polaca:

«Citó (Carlos X Gustavo) a Alejandro de Macedonia, con el cual le complacía ser parangonado, y se puso en marcha, en busca de Czarniecki, el cual no teniendo fuerzas considerables ni bien instruidas, se retiró ante él; pero giraba en torno suyo como un lobo dispuesto a caer sobre su presa (…)Los suecos jamás podían saber por dónde andaba; pero a menudo Czarniecki asaltaba campamentos, hacia prisioneros y se apoderaba de carros y provisiones.» 

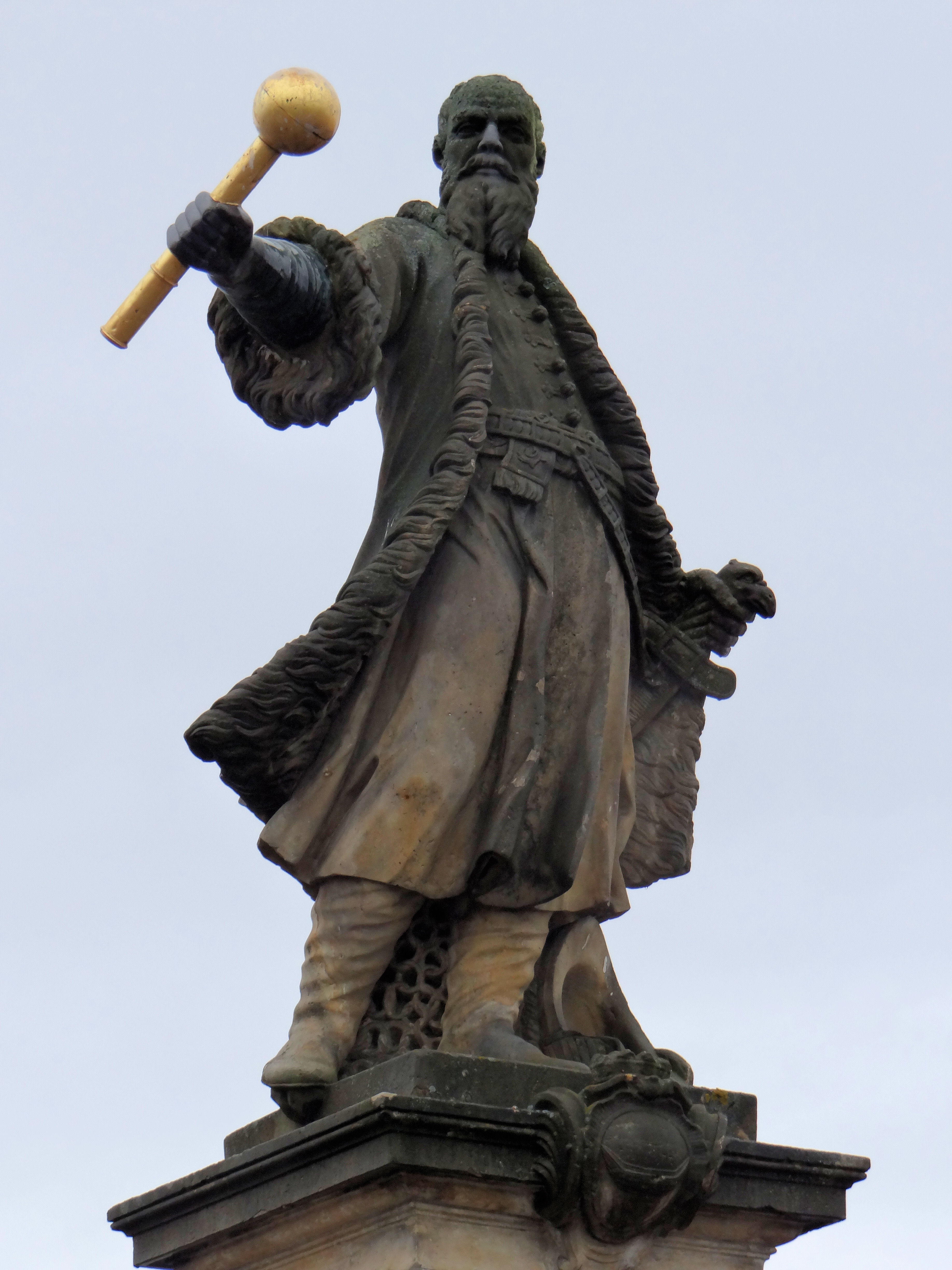
Estatua de Esteban Czarniecki en Tykocin.

Esteban Czarniecki ha sido criticado por su crueldad ante la población civil

## Esteban Czarniecki en la cultura popular
Alcanzó una gran fama aún en vida pero es sobre todo durante el Romanticismo en el siglo XIX cuando su figura es ensalzada por poetas como Franciszek Karpiński, Julian Ursyn Niemcewicz y Franciszek Ksawery Dmochowski. Durante esta época Polonia no poseía independencia y sus territorios habían sido repartidos entre el Imperio Ruso, el Imperio Alemán y el Imperio Austro-Húngaro por lo que su figura de héroe que rescataba a Polonia de la anarquía se hizo muy popular, convirtiéndose en un símbolo del patriotismo. 
Además de en la poesía su figura aparece representada en la novela de Henryk Sienkiewicz, El diluvio, cuya acción tiene lugar durante la invasión sueca de Polonia.
Su nombre aparece nombrado en el himno nacional de Polonia conocido como     "“La mazurca de Dabrowski” ".
| Jak Czarniecki do Poznania    | Como Czarniecki a Posnania         |  |  |
| Po szwedzkim zaborze          | Tras la ocupación sueca            |  |  |
| Dla ojczyzny ratowania        | A salvar la patria                 |  |  |
| Wrócim się przez morze        | Regresaremos por mar               |  |  |
| Marsz, marsz, Dąbrowski       | Marcha, Marcha, Dąbrowski          |  |  |
| Z ziemi włoskiej do Polski... | Desde tierra italiana a Polonia... |  |  |

Su vida también ha quedado reflejada en la obra de pintores como:
•	Jan Matejko lo representó en la obra “Los votos de Juan Casimiro”, obra que hace referencia a la ceremonia de nombramiento de la Virgen María como reina de Polonia celebrada en 1655 y en la que aparece detrás del rey con la espada desenvainada en señal de defensa de la Patria y la Fe.
•	Juliusz Kossak realizó varias pinturas relacionadas con episodios de la vida de Esteban Czarniecki como “Esteban Czarniecki en la batalla de Warka” o “Esteban Czarniecki en Plock”.
•	Józef Brandt lo representó en “Czarniecki en Kolding” donde ilustra el apoyo que brindó a los aliados daneses en la lucha contra los suecos.
•	Walery Eljasz-Radzikowski  fue el autor de la obra “Esteban Czarniecki, defensor de Cracovia contra los suecos” o “La Confederación de Tyszowce”.
•	Henryk Pillati pintó “Esteban Czarniecki en Monasterzyska”. 
•	Leopold Löffler fue el autor de “La muerte de Esteban Czarniecki”.